# Kreis des Apollonios
In der Geometrie ist der Kreis des Apollonios (auch Kreis des Apollonius oder apollonischer Kreis) ein spezieller geometrischer Ort, nämlich die Menge aller Punkte, für die das Verhältnis der Entfernungen zu zwei vorgegebenen Punkten einen vorgegebenen Wert hat. Der Kreis des Apollonios ist nicht zu verwechseln mit dem apollonischen Problem, einem Berührkreis-Problem. Namensgeber ist in beiden Fällen Apollonios von Perge.

## Satz und Definition

Kreis des Apollonios mit als Durchmesser

- Gegeben seien eine Strecke {\displaystyle [AB]} und eine positive reelle Zahl {\displaystyle \lambda \neq 1}. Dann ist die Punktmenge
{\displaystyle k_{A}=\{X\mid {\overline {XA}}:{\overline {XB}}=\lambda \}}
ein Kreis, der als Kreis des Apollonios bezeichnet wird.[1][2]

Zur Begründung der Kreiseigenschaft verwendet man den inneren und den äußeren Teilungspunkt der Strecke {\displaystyle [AB]} im Verhältnis {\displaystyle \lambda }. Diese beiden Punkte ({\displaystyle T_{i}} und {\displaystyle T_{a}}) erfüllen die oben geforderte Bedingung und teilen die Strecke {\displaystyle [AB]}  harmonisch. Ist nun {\displaystyle X} ein beliebiger Punkt mit der Eigenschaft {\displaystyle {\overline {XA}}:{\overline {XB}}=\lambda }, so teilt die Winkelhalbierende von Winkel {\displaystyle AXB} die gegebene Strecke {\displaystyle [AB]} im Verhältnis der anliegenden Dreiecksseiten (Winkelhalbierendensatz), also im Verhältnis {\displaystyle {\overline {XA}}:{\overline {XB}}=\lambda }. Daher ist {\displaystyle T_{i}} der Schnittpunkt dieser Winkelhalbierenden mit {\displaystyle AB}. Anders ausgedrückt: {\displaystyle XT_{i}} ist Winkelhalbierende von {\displaystyle \angle AXB}. Entsprechend lässt sich zeigen, dass die Gerade {\displaystyle XT_{a}} den Nebenwinkel von {\displaystyle \angle AXB} halbiert. Da die Winkelhalbierenden von Nebenwinkeln zueinander senkrecht stehen, muss {\displaystyle X} auf dem Thaleskreis über {\displaystyle [T_{i}T_{a}]} liegen.
Umgekehrt erfüllt jeder Punkt {\displaystyle X} des genannten Thaleskreises die Bedingung {\displaystyle {\overline {XA}}:{\overline {XB}}=\lambda }.
Im speziellen Fall {\displaystyle \lambda =1} ist die gesuchte Punktmenge die Mittelsenkrechte der Punkte A und B, das heißt der Apollonische Kreis entartet zu einer Geraden beziehungsweise besitzt einen unendlich großen Radius.

## Weitere Eigenschaften

Apollonios-Kreise (blau) zu einer Strecke und zu ihnen orthogonale auf sich selbst invertierende Kreise durch die Endpunkte der Strecke (rot)

Die drei Apollonios-Kreise eines Dreiecks

- Der Radius des Apollonios-Kreises beträgt {\displaystyle r_{A}={\tfrac {\lambda }{|\lambda ^{2}-1|}}{\overline {AB}}}.
- Der durch {\displaystyle T_{i}} gehende Apollonioskreis für die Strecke {\displaystyle [AB]} ist der durch {\displaystyle T_{i}} gehende Inversionskreis, bezogen auf den die Endpunkte {\displaystyle A,B} zueinander invers sind.
- Wegen der Reziprozität der harmonischen Teilung – teilt ein Punktpaar ein anderes harmonisch, so ist es selbst von diesem harmonisch geteilt (im Verhältnis {\displaystyle {\tfrac {\lambda +1}{\lambda -1}}} statt {\displaystyle \lambda } ) – ist der Kreis über {\displaystyle [AB]} Apollonioskreis für die Strecke {\displaystyle [T_{i}T_{a}]}.
- Weil A und B bei Inversion am Apollonioskreis ineinander übergehen, wird jeder durch A und B gehende Kreis (rot im Bild) in sich selbst invertiert und schneidet den Apollonioskreis (blau) deshalb rechtwinklig, d. h. ihre Tangenten im Schnittpunkt stehen senkrecht aufeinander. Dies gilt insbesondere auch für den über {\displaystyle [AB]} geschlagenen Kreis und außerdem für alle Apollonioskreise mit A und B als Fixpunkten.
- Die drei Kreise des Apollonios (blau) eines Dreiecks (grau) schneiden sich im isodynamischen Punkt des entsprechenden Dreiecks. Ihre Mittelpunkte liegen auf einer Geraden (grün) und sie schneiden den Umkreis (rot) des Dreiecks senkrecht.[3]